# به‌روزرسانی (SQL)
دستور به‌روزرسانی (SQL (UPDATE داده‌های یک یا چند مدرک را در یک جدول تغییر می‌دهد. به شکلی که بتوان یا همه ردیف‌ها را به‌روزرسانی کرد، یا ممکن است یک زیرمجموعه با استفاده از یک شرط گزیده شود.
UPDATE به صورت زیر می‌باشد:
UPDATE table_name SET column_name = value [, column_name = value ...] [WHERE condition]
برای موفقیت‌آمیز بودن UPDATE ، کاربر باید امتیازات دستکاری داده‌ها (امتیاز UPDATE) را در جدول یا ستون داشته باشد و مقدار به‌روزشده لازم است که با هیچ‌یک از محدودیت‌های قابل اجرا (مانند کلیدهای اصلی، فهرست‌های منحصربه‌فرد، محدودیت‌های CHECK و محدودیت‌هایی که تهی نیستند، یعنی NOT NULL) تضاد نداشته باشد.
در برخی از پایگاه‌های داده، مانند PostgreSQL، زمانی که یک عبارت FROM وجود دارد، آنچه در اصل اتفاق می‌افتد این است که جدول هدف به جداول آورده‌شده در فهرست از لیست ملحق می‌شود و هر سطر خروجی از join یک عملیات به‌روزرسانی برای جدول هدف را به نمایش می‌گذارد. در زمان استفاده از FROM، باید اطمینان حاصل شود که join حداکثر یک ردیف خروجی برای هر ردیفی که نیاز به اصلاح دارد، تولید می‌کند. به عبارتی دیگر، یک ردیف هدف نباید به بیش از یک ردیف از جدول (های) دیگر اتصال پیدا کند. اگر این پیوند اتفاق بیفتد، تنها یکی از ردیف‌های پیوندشده برای به‌روزرسانی ردیف هدف مورداستفاده قرار می‌گیرد، اما اینکه کدام‌یک استفاده می‌شود را به‌آسانی نمی‌توان پیش‌بینی کرد.
به دلیل این بلاتکلیفی، ارجاع دادن به جداول دیگر فقط در انتخاب‌های فرعی ایمنی بیشتری دارد، اگرچه خواندن آن معمولاً سخت‌تر و کندتر از استفاده از join است.
MySQL با استاندارد ANSI تطابق ندارد.

## مثال‌ها
مقدار ستون C1 در جدول T را فقط در ردیف‌هایی که مقدار ستون C2 که "a" است را روی ۱ تنظیم کنید.
```
UPDATE
 
T

   
SET
 
C1
 
=
 
1

 
WHERE
 
C2
 
=
 
'a'

```

در جدول T، مقدار ستون C1 را ۹ و مقدار C3 را ۴ برای تمام ردیف‌هایی که مقدار ستون C2 که "a" است، تنظیم کنید.
```
UPDATE
 
T

   
SET
 
C1
 
=
 
9
,

       
C3
 
=
 
4

 
WHERE
 
C2
 
=
 
'a'

```

افزایش ارزش ستون C1 با ۱ اگر مقدار در ستون C2 که "a"است.
```
UPDATE
 
T

   
SET
 
C1
 
=
 
C1
 
+
 
1

 
WHERE
 
C2
 
=
 
'a'

```

مقدار C1 را در ستون C1 با رشته " text " وصل کنید اگر مقدار در ستون C2 که "a"است.
```
UPDATE
 
T

   
SET
 
C1
 
=
 
'text'
 
||
 
C1

 
WHERE
 
C2
 
=
 
'a'

```

مقدار ستون C1 را در جدول T1 روی ۲ قرار دهید، تنها در صورتی که مقدار ستون C2 در زیر لیست مقادیر ستون C3 در جدول T2 با ستون C4 برابر با ۰ یافت شود.
```
UPDATE
 
T1

   
SET
 
C1
 
=
 
2

 
WHERE
 
C2
 
IN
 
(
 
SELECT
 
C3

                 
FROM
 
T2

                
WHERE
 
C4
 
=
 
0
)

```

همچنین می‌توان چندین ستون را در یک دستور update به‌روز کرد:
```
UPDATE
 
T

   
SET
 
C1
 
=
 
1
,

       
C2
 
=
 
2

```

شرایط پیچیده و پیوستن نیز امکان‌پذیر است:
```
UPDATE
 
T

   
SET
 
A
 
=
 
1

 
WHERE
 
C1
 
=
 
1

   
AND
 
C2
 
=
 
2

```

برخی از پایگاه‌های داده اجازه استفاده غیر استاندارد از بند FROM را می‌دهند:
```
UPDATE
 
a

   
SET
 
a
.[
updated_column
]
 
=
 
updatevalue

  
FROM
 
articles
 
a

       
JOIN
 
classification
 
c

         
ON
 
a
.
articleID
 
=
 
c
.
articleID

 
WHERE
 
c
.
classID
 
=
 
1

```

یا در سیستم‌های اوراکل (با فرض اینکه یک شاخص در طبقه‌بندی وجود دارد.articleID):
```
UPDATE

(

  
SELECT
 
*

    
FROM
 
articles

    
JOIN
 
classification

      
ON
 
articles
.
articleID
 
=
 
classification
.
articleID

   
WHERE
 
classification
.
classID
 
=
 
1

)

SET
 
[
updated_column
]
 
=
 
updatevalue

```

با نام طولانی جدول:
```
UPDATE
 
MyMainTable
 
AS
 
a

SET
 
a
.
LName
 
=
 
Smith

WHERE
 
a
.
PeopleID
 
=
 
1235

```

## مسائل بالقوه
مشکل هالووین ببینید. برای انواع خاصی از update اظهارات برای تبدیل شدن به یک حلقه بی‌نهایت وقتی که where بند و یک یا چند set بندها ممکن است از یک بند شاخص در هم تنیده استفاده کنند.